# Ernest Heath
Ernest C. Heath là một cầu thủ bóng đá người Anh từng thi đấu ở vị trí thủ môn.

## Sự nghiệp
Sinh ra ở Rotherham, Heath thi đấu cho Gainsborough Trinity, Bradford City và Bury.
Đối với Bradford City ông có 3 lần ra sân ở Football League.